# Mathias Rotenburger
Mathias Rotenburger (* 1600 in Salzburg; † 3. März 1668 ebenda) arbeitete im Fürsterzbistum Salzburg und in Linz als Orgelbauer. 1661–1668 war er Hoforgelmacher im Fürsterzbistum Salzburg.

## Leben
Das Orgelmacherhandwerk erlernte Mathias Rotenburger bei seinem Vater Leopold. Nach seiner Lehrzeit lieferte er ein frühes größeres Gesellenstück, später aber nur noch kleinere Arbeiten. Er stand wohl zeitlebens im Schatten seines Bruders Paul. Vorübergehend dürfte er seine Werkstätte in Linz betrieben haben, denn spätestens 1630 war er dort ansässig. Nach dem Tode seines Bruders Paul Rotenburger übernahm er 1661 dessen Werkstätte in der Linzergasse 27. Er starb mit 68 Jahren am 3. März 1668 und wurde zwei Tage danach am Friedhof von St. Peter begraben.

## Werkliste (Auswahl)
Die Tabelle führt einige seiner Neubauten und Reparaturen auf.
| Jahr | Ort                   | Gebäude             | Bild | Manuale | Register | Bemerkungen |
| ---- | --------------------- | ------------------- | ---- | ------- | -------- | --- |
| 1630 | Linz                  | Bürgerspitalskirche |      |         |          | Neubau |
| 1660 | Hofkirchen            | Pfarrkirche         |      |         |          | Neubau um 142 Gulden |
| 1663 | Salzburg              | Sebastianskirche    |      |         |          | „das Werkhl außgeputzt und zuegericht“ |
| 1665 | Berchtesgaden         | Stiftskirche        |      |         |          | „Arbeit an der Münsterorgel“ Von dem Instrument sind nur mehr Gehäuseteile erhalten, die aus der Werkstätte der Rotenburgers zu stammen scheinen. |
| 1665 | Berndorf bei Salzburg | Pfarrkirche         |      | I       | 6        | Erweiterungsumbau (einschließlich eines Tremulanten)                                                                                              |